# Christian II. (Anhalt-Bernburg)

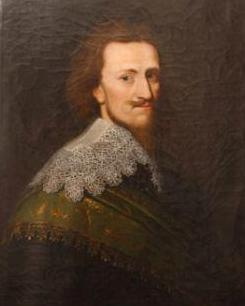
Fürst Christian II. von Anhalt-Bernburg, Gemäldesammlung, Schloss Bernburg

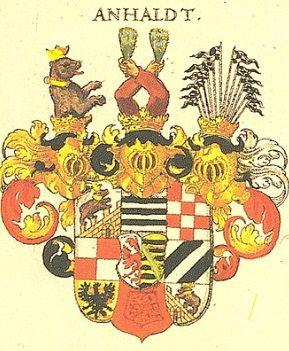
Wappen

Christian II., Fürst von Anhalt-Bernburg, auch Christian der Andere oder der Jüngere (* 11. August 1599 in Amberg, Oberpfalz; † 21. September 1656 in Bernburg) war ein deutscher Reichsfürst aus dem Haus der Askanier und regierender Fürst von Anhalt-Bernburg. Er ist insbesondere als bedeutender Tagebuchschreiber aus der Zeit des Dreißigjährigen Kriegs bekannt.

## Leben
Christian der Jüngere war der Sohn von Fürst Christian I. von Anhalt-Bernburg und Anna, Gräfin von Bentheim-Tecklenburg. Er kam auf Schloss Amberg zur Welt, wo sein Vater als kurpfälzischer Statthalter residierte. Seine frühe Erziehung erhielt er in Dessau und unter der Leitung von Markus Friedrich Wendelin, dem späteren Rektor des fürstlichen Gymnasiums zu Zerbst. Er genoss eine hervorragende Ausbildung und sprach fließend Französisch und Italienisch. 1608–09 studierte er zusammen mit seinem Dessauer Vetter Johann Kasimir in Genf, begleitet von zwei Hofmeistern, Markus Friedrich Wendelin und Peter von Sebottendorf. Die üblichen Bildungsreisen nach Frankreich, Italien und England schlossen sich an.
1616/17 diente er als Volontär im Heer des Herzogs Karl Emanuel von Savoyen und nahm an dessen Feldzug gegen Spanien teil. Von seinem 19. Lebensjahr an verbrachte er den größten Teil seines Lebens im Dreißigjährigen Krieg mit allen seinen Schrecknissen und Entbehrungen, weshalb er in seinem Tagebuch von „ma fatale destinée“ spricht. 1619/20 übernahm er das Kommando über zwei böhmische Regimenter, die für die protestantischen Stände kämpften. In der Schlacht am Weißen Berg (8. November 1620) wurde er schwer verwundet und geriet in kaiserliche Gefangenschaft. Der Verlust der Schlacht hatte die Ächtung und Verbannung seines Vaters Christian I. ins Exil zur Folge. Dem jüngere Christian gelang es jedoch, in Wien die Gunst Kaiser Ferdinands II. zu erlangen, vor dem er den verlangten Kniefall tat, und schon 1621 kehrte er wieder nach Bernburg zurück.
Durch seinen Onkel, Fürst Ludwig von Anhalt-Köthen wurde er unter dem Gesellschaftsnamen <Der Unveränderliche> in die Fruchtbringende Gesellschaft aufgenommen.
Nach dem Tod seines Vaters im April 1630 übernahm er die Regierung des Fürstentums Anhalt-Bernburg. Die Kriegsjahre waren hart für den vom Unglück verfolgten Fürsten und sein Land. Noch im ersten Jahr seiner Amtszeit eroberten und plünderten die berüchtigten „Holk’schen Reiter“ die Stadt Bernburg. Einer Pestepidemie fielen 1700 Einwohner der kleinen Stadt zum Opfer. 1636 wurde das Schloss Bernburg geplündert, wobei der 70-jährige Hofmarschall Burkhard von Erlach großen Mut erwies.
Fürst Christian II. verstarb 1656 in Bernburg und wurde in der von seinem Vater erbauten Fürstengruft in der Schlosskirche St. Aegidien beigesetzt. Sein 22-jähriger Sohn Victor Amadeus übernahm die Regierung.
Christian II. war seit 1625 vermählt mit Eleonora Sophia von Schleswig-Holstein-Sonderburg (1603–1675), der Tochter des Herzogs Johann von Schleswig-Holstein-Sonderburg.

## Tagebuch
Sein 35 Jahre, nämlich 1621 bis 1656 umspannendes Diarium, das in 23 Foliobänden 17.400 Manuskriptseiten umfasst, gilt in quantitativer und qualitativer Hinsicht als einzigartige Quelle aus der Zeit des Dreißigjährigen Kriegs. Das Tagebuch wird im Rahmen eines zwölfjährigen DFG-Langfristvorhabens seit 2013 digital ediert.

## Nachkommen
Das Ehepaar hatte insgesamt 15 Kinder, von denen jedoch nur wenige das Kindesalter überlebten:
- Beringer (1626–1627), Erbprinz von Anhalt-Bernburg
- Sophia (*/† 1627)
- Joachim Ernst (*/† 1629), Erbprinz von Anhalt-Bernburg
- Christian (*/† 1631), Erbprinz von Anhalt-Bernburg
- Erdmann Gideon (1632–1649), Erbprinz von Anhalt-Bernburg
- Bogislaw (1633–1634)
- Viktor I. Amadeus (1634–1718), Fürst von Anhalt-Bernburg ⚭ 1667 Pfalzgräfin Elisabeth von Zweibrücken (1642–1677)
- Eleonore Hedwig (1635–1685), Kanonissin des Reichsstifts Gandersheim
- Ernestine Auguste (1636–1659)
- Angelika (1639–1688)
- Anna Sophia (1640–1704) ⚭ 1664 Graf Georg Friedrich zu Solms-Sonnenwalde (1626–1688)
- Karl Ursinus (1642–1660)
- Ferdinand Christian (1643–1645)
- Marie (1645–1655)
- Anna Elisabeth (1647–1680) ⚭ 1672 Herzog Christian Ulrich I. von Württemberg-Bernstadt (1652–1704)

## Werke
- (Übs.) Antonio de Guevara: Die Unterweisung eines Christlichen Fürsten. Cöthen: Fürstl. Druckerei, 1639
- (Übs.) Charles Drelincourt: Von der Beharligkeit der Außerwehlten. Cöthen: Fürstl. Druckerei 1641
- (Übs.) Hundert Königliche Lehren, welche Keyser Emanuel Palaeologus … fürgeleget. o. O., 1650